# Goniothalamus brevicuspis
Goniothalamus brevicuspis är en kirimojaväxtart som beskrevs av Friedrich Anton Wilhelm Miquel. Goniothalamus brevicuspis ingår i släktet Goniothalamus och familjen kirimojaväxter. Inga underarter finns listade i Catalogue of Life.